# David Roesler
David Roesler (* 8. Februar 1996 in Wiesbaden) ist ein deutscher Fußballspieler. Er steht beim FC Wil unter Vertrag.

## Karriere
Roesler begann mit vier Jahren mit dem Fußball bei der TSG Kastel und kam über die weiteren Stationen FV Biebrich und Wehen-Wiesbaden in der Saison 2010/11 in das NLZ von Eintracht Frankfurt. Dort spielte er in der neu gegründeten U-15-Regionalliga Süd. Bei Eintracht Frankfurt durchlief er alle Jugendmannschaften und trainierte unter Thomas Schaaf zeitweise mit den Profis. Im Sommer 2015 wechselte er in die Challenge League in die Schweiz zum FC Wil.